# Regent's Park (métro de Londres)
Regent's Park est une station de la Bakerloo line du métro de Londres, en zone 1. Elle est située à Marylebone dans la Cité de Westminster.

## Histoire
La station est mise en service le 10 mars 1906.

## À proximité
- Marylebone
- Regent's Park
- Park Crescent